# Pánuco (folyó)
A Pánuco Mexikó egyik folyója. Több folyó összefolyásából alakul ki, Pánucónak csak az utolsó kb. 180 km-es, alföldi szakaszát hívják Veracruz állam területén, mely rövid szakaszon San Luis Potosí és Tamaulipas államokkal is határt képez. Tampico és a vele egybeépült Ciudad Madero városánál, Tamaulipas állam határán ömlik a Mexikói-öbölbe.
Forrásfolyóit is figyelembe véve leghosszabb ága 510 km hosszú, vízgyűjtő területe 84 956 km²-es. Átlagos vízhozama évente 20 330 millió m³, vagyis 645 m³/s.
Ez a leghosszabb ág México államban ered Tepeji néven, majd Hidalgo állam határát már Tula néven keresztezi. Először belefolyik a Salado, majd a San Juan folyó, innentől kezdve Moctezumának hívják. Északkelet felé, egy hosszú szakaszon Querétaro állam határán folyva eléri San Luis Potosí területét, majd Veracruz határát, ahol összefolyik a nyugat felől érkező Tampaónnal (mely a Verde és a Guanajuato államot is érintő Santa María folyókból keletkezett). Innentől kezdve Pánuco néven kanyarog az alföldi vidéken a Mexikói-öbölig.
A terület felfedezőjének Juan de Grijalvát tekintik annak ellenére, hogy több kutatás szerint Amerigo Vespucci már 1497–98-as útja során eljutott ide.
A folyó élővilágában ma nagy károkat okoz a jelentős környezetszennyezés, mely már a parti városok lakosságát is veszélyezteti. Egy 2009-es adat szerint másodpercenként 3,2 m³ szennyvíz jut a folyóba, a torkolatvidéki nagyvárosok pedig évtizedes lemaradásban vannak a víztisztítás-vízkezelés terén.